# جوليو (لاعب كرة قدم)
جوليو هو لاعب كرة قدم برازيلي في مركز الدفاع، ولد في 21 يوليو 1987 في باخي في البرازيل. لعب مع جمعية بورتوغيزا الرياضية وغريميو بورتو أليغرينزي ونادي بوا إيسبورت ونادي جل فيسنتي ونادي جوفنتودي ونادي رويال شارلروا ونادي كابيفاريانو ونادي يبيرانغا.

## وصلات خارجية
- جوليو (لاعب كرة قدم) على موقع قاعدة بيانات كرة القدم.إي يو (الإنجليزية)
- جوليو (لاعب كرة قدم) على موقع Soccerway.com (الإنجليزية)